# Тевенен, Леон Шарль
Леон Шарль Тевенен (фр. Léon Charles Thévenin; Мо, 30 марта 1857 — Париж, 21 сентября 1926) — французский инженер, специалист по телеграфии. Сформулировал теорему Тевенена для анализа комплексных электрических цепей.

## Биография
Родился в городе Мо во Франции. Окончил Политехническую школу в Париже в 1876 году. Вместе с группой инженеров-телеграфистов первоначально работал над созданием подземных телефонных линий большой протяжённости.
После назначения в 1882 году преподавателем университета Télécom Paris Тевенен стал всё больше интересоваться проблемой измерений в электрических цепях. В результате изучения законов Кирхгофа и закона Ома он разработал свою знаменитую теорему Тевенена, которая позволила рассчитывать токи в гораздо более сложных электрических сетях, что в дальнейшем позволило свести такие сети к более простым схемам, называемым эквивалентными цепями Тевенена.
В 1896 году он был назначен директором Телеграфной инженерной школы, где с 1888 преподавал математику и электротехнику. Затем в 1901 году — главным инженером телеграфных мастерских.
Умер в Париже 21 сентября 1926 года.